# Noma-Kinderliteraturpreis
Der Noma-Kinderliteraturpreis (japanisch 野間児童文芸賞, Noma jidō bungei shō) ist ein jährlich vergebener Literaturpreis für herausragende Kinder- und Jugendliteratur sowie Sachtexte. Er wird seit 1963 von der Noma-Kulturstiftung (野間文化財団, Noma bunka zaidan), gegründet vom ersten Kōdansha‑Präsidenten Noma Seiji, in Zusammenarbeit mit dem Verlag Kōdansha vergeben. Der Preis gilt als einer der angesehensten Literaturpreise im Bereich der Kinder- und Jugendliteratur in Japan.

## Geschichte
Der Preis entstand 1963 durch Abspaltung der Kinderliteraturkategorie aus dem Noma-Literaturpreis. Er ist Teil der sogenannten „Drei Noma‑Preise“ (野間三賞, Noma san‑shō). Seit seiner Gründung wurden jährlich Werke ausgezeichnet, die im Zeitraum vom 1. Juli des Vorjahres bis 30. Juni erschienen sind. Die Bekanntgabe erfolgt im November, die Preisverleihung im Dezember.
Die Gewinner erhalten eine Bronzemedaille als Hauptpreis (正賞, Seishō) und einen Geldpreis von 2  Millionen Yen (副賞, Fukushō).
Die Jury setzt sich aus Persönlichkeiten aus Literatur, Verlags- und Medienwesen zusammen.

## Preisträger

### Preisträger (1963–1982)
| Jahr | Autor(-in)         | Titel                        |                        | Deutsche Übersetzung              |
| 1963 | Ishimori Nobuo     | Ban no miyagebanashi         | バンのみやげ話         | Erzählung von Ban als Mitbringsel |
| 1964 | Matsutani Miyoko   | Chiisai Momo-chan            | ちいさいモモちゃん     | Die kleine Momo                   |
| 1964 | Shōno Eiji         | Hoshi no bokujō              | 星の牧場               | Die Sternenweide                  |
| 1965 | Inui Tomiko        | Umineko no sora              | うみねこの空           | Der Himmel der Möwen              |
| 1966 | Fukuda Kiyoto      | Aki no medama                | 秋の目玉               | Der Augapfel des Herbstes         |
| 1967 | Satō Satoru        | Obāsan no hikōki             | おばあさんのひこうき   | Großmutters Flugzeug              |
| 1967 | Kagawa Shigeru     | Setoro no umi                | セトロの海             | Das Meer von Setoro               |
| 1968 | Mado Michio        | Tenpura piripiri             | てんぷらぴりぴり       | Knisperndes Tempura               |
| 1969 | Imaishi Sukeyuki   | Urakami no tabibito-tachi    | 浦上の旅人たち         | Die Reisenden von Urakami         |
| 1969 | Miyawaki Norio     | Yama no ongoku monogatari    | 山のおんごく物語       | Die Geschichte vom Bergklang      |
| 1970 | Iwasaki Kyōko      | Koi no iru mura              | 鯉のいる村             | Das Dorf mit den Karpfen          |
| 1971 | Tsuchiya Yukio     | Tōkyōkko monogatari          | 東京っ子物語           | Die Geschichte eines Tokio-Kindes |
| 1972 | Kitabatake Yao     | Oni o kau Goro               | 鬼を飼うゴロ           | Goro, der einen Dämon hielt       |
| 1973 | Andō Mikio         | Dendenmushi no keiba         | でんでんむしの競馬     | Das Schneckenrennen               |
| 1973 | Yoda Junichi       | Noyuki yamayuki              | 野ゆき山ゆき           | Durch Feld und Berg               |
| 1974 | Tsubota Jōji       | Nezumi no ibiki              | ねずみのいびき         | Das Schnarchen der Maus           |
| 1975 | Koide Shōgo        | Jinta no oto                 | ジンタの音             | Der Klang der Jinta               |
| 1976 | Nonagase Masao     | Chiisana boku no ie          | 小さなぼくの家         | Mein kleines Haus                 |
| 1977 | Imae Yoshitomo     | Aniki                        | 兄貴                   | Großer Bruder                     |
| 1977 | Shōgenji Yoshiko   | Yukibokko monogatari         | 雪ぼっこ物語           | Die Geschichte des Schneekindes   |
| 1978 | Kawamura Takashi   | Yama e iku ushi              | 山へいく牛             | Die Kuh, die in die Berge ging    |
| 1979 | Kanzawa Toshiko    | Inai inai baaya              | いないいないばあや     | Da ist sie ja, die Baaya          |
| 1980 | Nagasaki Gennosuke | Wasurerareta shima e         | 忘れられた島へ         | Zur vergessenen Insel             |
| 1980 | Sakata Hiroo       | Torajii-chan no bōken        | トラジイちゃんの冒険   | Die Abenteuer des kleinen Torajii |
| 1981 | Maekawa Yasuo      | Kawaisōna jidōsha no hanashi | かわいそうな自動車の話 | Die traurige Geschichte des Autos |
| 1982 | Awa Naoko          | Tōi nobara no mura           | 遠い野ばらの村         | Das ferne Wildrosendorf           |

### Preisträger (1983–2002)
| Jahr | Autor(-in)        | Titel                                     |                                                | Deutsche Übersetzung                                   |
| 1983 | Saitō Atsuo       | Gamba to kawauso no bōken                 | ガンバとカワウソの冒険                         | Gambas Abenteuer mit dem Fischotter                    |
| 1984 | Miki Taku         | Potapota                                  | ぽたぽた                                       | Tropf, tropf                                           |
| 1984 | Takezaki Yūhi     | Nigedashita heitai                        | にげだした兵隊                                 | Der entkommene Soldat                                  |
| 1985 | Kadono Eiko       | Majo no takkyūbin                         | 魔女の宅急便                                   | Kikis kleiner Lieferservice                            |
| 1986 | Sueyoshi Akiko    | Mama no kiiroi kozō                       | ママの黄色い子象                               | Mamas gelber kleiner Elefant                           |
| 1987 | Horiuchi Junko    | Rubii-iro no tabi                         | ルビー色の旅                                   | Die Reise in Rubinrot                                  |
| 1988 | Tanikawa Shuntarō | Hadaka – Tanikawa Shuntarō shishū         | はだか 谷川俊太郎詩集                          | Nackt – Gedichtsammlung von Shuntarō Tanikawa          |
| 1989 | Miwa Yūko         | Papa-san no niwa                          | パパさんの庭                                   | Papas Garten                                           |
| 1989 | Aman Kimiko       | Okko-chan to Tantan Usagi                 | おっこちゃんとタンタンうさぎ                   | Okko-chan und das Häschen Tantan                       |
| 1990 | Ōishi Makoto      | Nemurenai ko                              | 眠れない子                                     | Das Kind, das nicht schlafen konnte                    |
| 1990 | Muranaka Rie      | Onei-chan                                 | おねいちゃん                                   | Große Schwester                                        |
| 1991 | Imamura Ashiko    | Kagari-chan                               | かがりちゃん                                   | Kagari-chan                                            |
| 1991 | Mori Tadaaki      | Hōn misaki made                           | ホーン岬まで                                   | Bis zum Kap Hoorn                                      |
| 1992 | Matsutani Miyoko  | Akane-chan no namida no umi               | アカネちゃんのなみだの海                       | Akanes Meer aus Tränen                                 |
| 1992 | Yamashita Akio    | Kamome no ie                              | カモメの家                                     | Das Haus der Möwe                                      |
| 1993 | Yamanaka Hisashi  | Tondero jiichan                           | とんでろじいちゃん                             | Flieg, Opa, flieg!                                     |
| 1994 | Gotō Ryūji        | Yashin aratamezu – Hidaka no kuni-den     | 野心あらためず・日高見国伝                     | Ohne Reue – Die Chronik des Reichs Hidakami            |
| 1995 | Okada Jun         | Kosoado no mori no monogatari 1–3         | こそあどの森の物語 1・2・3                     | Die Geschichten aus dem Kosoado-Wald (Bände 1–3)       |
| 1996 | Moriyama Miyako   | Maneya no Oira tabineko dōchū             | まねやのオイラ旅ねこ道中                       | Die Reise des streunenden Ladenkaters                  |
| 1997 | Asano Atsuko      | Battery                                   | バッテリー                                     | Battery (Baseball-Roman)                               |
| 1998 | Mori Eto          | Tsuki no fune                             | つきのふね                                     | Das Mondschiff                                         |
| 1999 | Tatsumiya Akira   | Tsukigami no suberu mori de               | 月神の統べる森で                               | Im von der Mondgottheit regierten Wald                 |
| 2000 | Nasu Masaki       | Zukkoke sannin-gumi no Back to the Future | ズッコケ三人組のバック・トゥ・ザ・フューチャー | Die drei Chaoten auf Zeitreise – Zurück in die Zukunft |
| 2001 | Hanagata Mitsuru  | Girigiri toraianguru                      | ぎりぎりトライアングル                         | Das gefährliche Dreieck                                |
| 2002 | Sōya Kiyoshi      | Garasu no uma                             | ガラスのうま                                   | Das Pferd aus Glas                                     |

### Preisträger (2003–2025)
| Jahr | Autor(-in)                   | Titel                                                |                                                    | Deutsche Übersetzung                                  |
| 2003 | Itō Hiroshi                  | Osaru no mori                                        | おさるのもり                                       | Der Affenwald                                         |
| 2004 | Uehashi Nahoko               | Kon                                                  | 狐笛のかなた                                       | Jenseits der Fuchspfeife                              |
| 2005 | Yoshihashi Michio            | Namakura                                             | なまくら                                           | Der Faule                                             |
| 2006 | Yatsuka Sumiko               | Watashi no, sukina hito                              | わたしの、好きな人                                 | Die Person, die ich liebe                             |
| 2007 | Yazuki Michiko               | Shizuka na hibi                                      | しずかな日々                                       | Ruhige Tage                                           |
| 2008 | Kudō Naoko                   | Noharauta V                                          | のはらうたＶ                                       | Lieder aus der Wildnis V                              |
| 2009 | Nakagawa Chihiro             | Karin-chan to jūgonin no ohinasama                   | かりんちゃんと十五人のおひなさま                   | Karin und die fünfzehn Puppenprinzessinnen            |
| 2010 | Ichikawa Nobuko              | Kinō no yoru, otōsan ga osoku kaetta, sono wake wa…… | きのうの夜、おとうさんがおそく帰った、そのわけは…… | Gestern Abend kam Papa spät nach Hause – und warum... |
| 2011 | Tomiyasu Yōko                | Bon maneki                                           | 盆まねき                                           | Die Einladung zum Obon                                |
| 2012 | Ishizaki Yōji                | Sekai no hate no majo gakkō                          | 世界の果ての魔女学校                               | Die Hexenschule am Ende der Welt                      |
| 2013 | Saitō Hiroshi                | Rudorufu to Sunōhowaito                              | ルドルフとスノーホワイト                           | Rudolf und Snow White                                 |
| 2014 | Iwase Nariko                 | Atarashii ko ga kite                                 | あたらしい子がきて                                 | Als das neue Kind kam                                 |
| 2015 | Murakami Shiiko              | Utau to wa chiisana inochi hiroiage                  | うたうとは小さないのちひろいあげ                   | Singen ist wie das Auflesen eines kleinen Lebens      |
| 2016 | Kashiwaba Sachiko            | Misaki no Mayoiga                                    | 岬のマヨイガ                                       | Das verlassene Haus am Kap                            |
| 2017 | Yamamoto Etsuko              | Kamikakushi no kyōshitsu                             | 神隠しの教室                                       | Das verschwundene Klassenzimmer                       |
| 2018 | Andō Mikie                   | Mangetsu no musume-tachi                             | 満月の娘たち                                       | Die Töchter des Vollmonds                             |
| 2019 | Tomori Shiruko               | Yukai na Tokoroi-kun                                 | ゆかいな床井くん                                   | Der lustige Herr Tokoroi                              |
| 2020 | Itō Miku                     | Saku to Aki                                          | 朔（さく）と新（あき）                             | Saku und Aki                                          |
| 2021 | Takakura Tōko                | Watashi, Pari ni itta no                             | わたし、パリにいったの                             | Ich war in Paris                                      |
| 2022 | Fukuda Takahiro              | Tabun minna wa shiranai koto                         | たぶんみんなは知らないこと                         | Dinge, die wahrscheinlich niemand weiß                |
| 2023 | —                            | —                                                    | —                                                  | —                                                     |
| 2023 | Hayamine Kaoru (Sonderpreis) | —                                                    | —                                                  | Sonderpreis                                           |
| 2024 | Hasegawa Mariru              | Sugimori-kun o korosu ni wa                          | 杉森くんを殺すには                                 | Um Sugimori zu töten                                  |
| 2025 | —                            | —                                                    | —                                                  | —                                                     |